# Castello di Norantola
Il castello di Norantola è una fortificazione difensiva risalente al periodo antecedente al XIV secolo (probabilmente edificata nel XII secolo), quando era parte di una struttura fortificata più complessa, comprendente anche la torre, posta a nord del centro di Cama, nella località omonima, sulla sponda sinistra del Moesa. Dopo il castello di Mesocco, questo rappresenta il secondo complesso fortificato più importante della Val Mesolcina.

## Storia

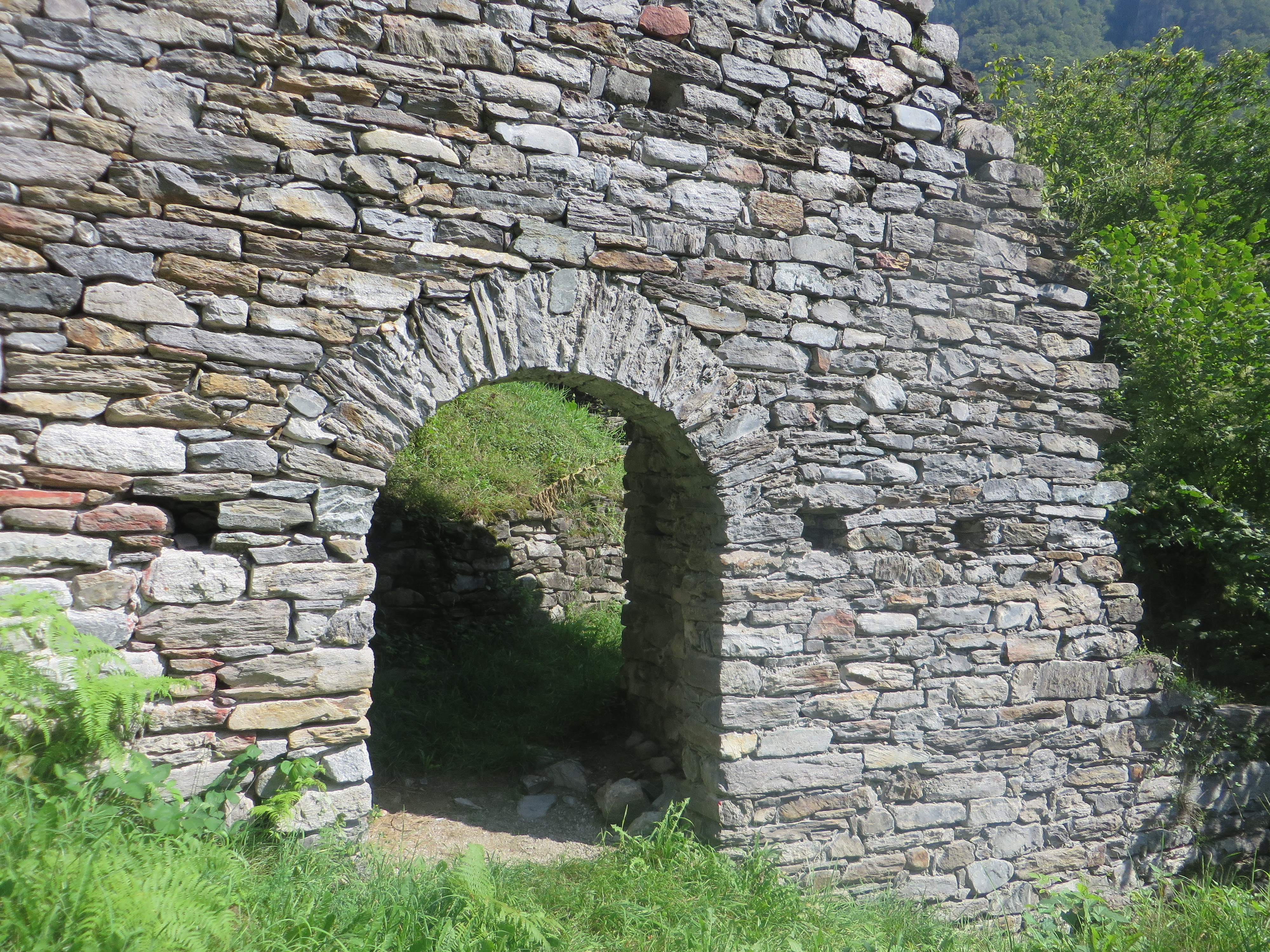
Porta del castello

Le prime informazioni attribuiscono il castello e la torre risalenti al 1248, quando apparteneva ad un tale Locarnus de Norantola; tuttavia venne citato per la prima volta in un documento nel 1324, quando risultava esser possedimento della famiglia De Sacco, in special modo di Ugolino De Sacco. Dopo il declino dei De Sacco, nel 1480, il complesso passò ai Trivulzio, potente famiglia pavese; Gian Giacomo Trivulzio fece ricostruire le parti del castello già in rovina, ma 3 anni dopo, nel 1483, Johann Peter De Sacco, probabilmente per vendetta, per l'onore della sua famiglia, diede fuoco all'edificio, distruggendone la maggior parte. Nel 1950 cominciarono dei lavori di consolidamento, ripresi successivamente fra il 1989 e il 1996, per mantenere le parti residue. 
I ruderi del castello sono localizzati fra la strada principale 13 e la A13 (uscita Lostallo)

## Struttura
L'edificio si trova a circa 400 metri s.l.m.; originariamente possedeva 4 piani (ora ne sono rimasti preservati solo due) ed era suddivisa in due ali principali: quella settentrionale era adibita ad ambiente abitativo, quella meridionale era destinata alle stalle. Il castello vero e proprio era posto nella parte orientale del complesso.